# Rameau-Schelfeis
Koordinaten: 71° 47′ S, 75° 8′ W

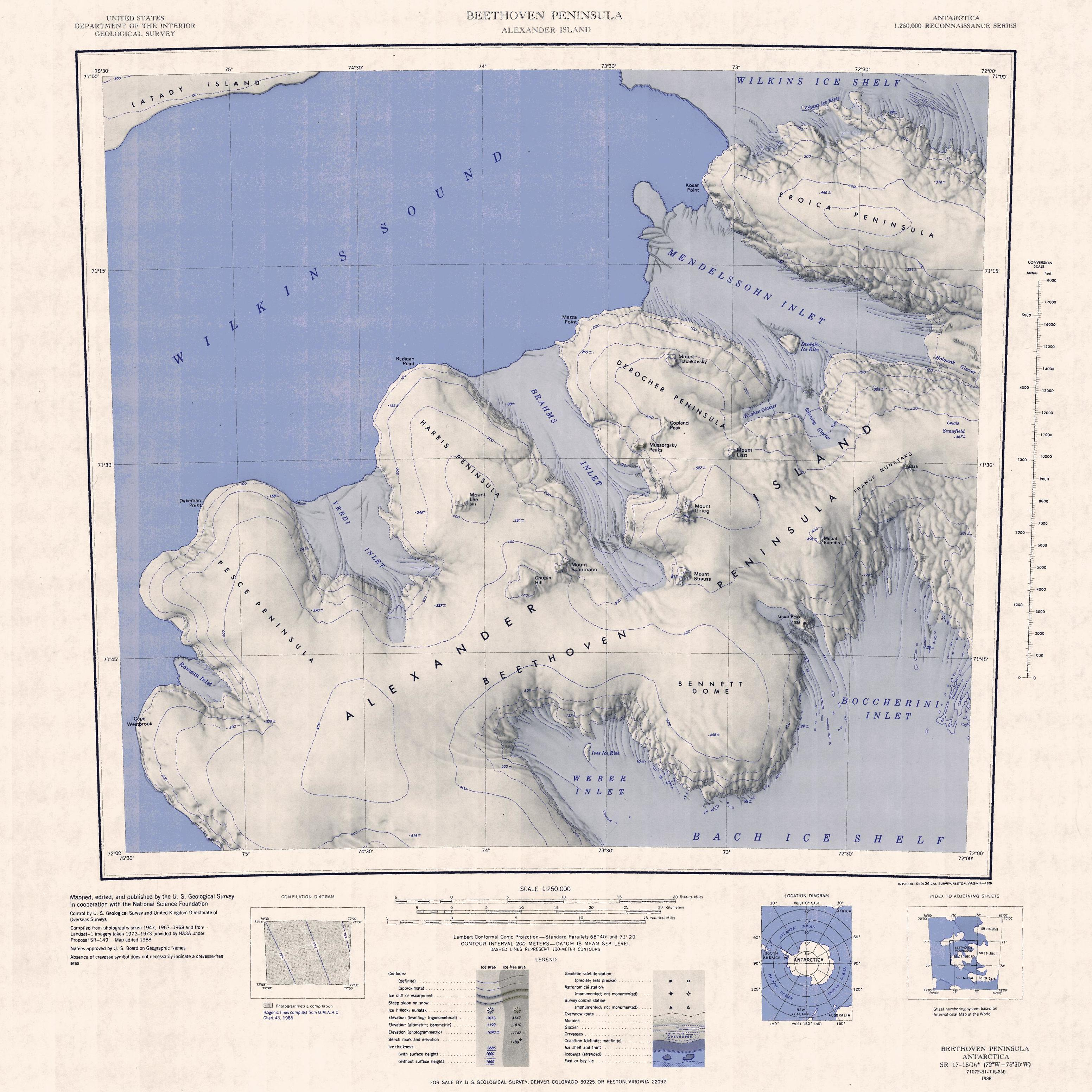
Topographisches Kartenblatt der Beethoven-Halbinsel (1:250.000) mit dem Rameau Inlet und dem darin befindlichen Rameau-Schelfeis (links unten)

Das Rameau-Schelfeis ist ein Schelfeis im Südwesten der westantarktischen Alexander-I.-Insel. Es liegt inmitten des Rameau Inlet.
Das UK Antarctic Place-Names Committee benannte das Schelfeis in Verbindung mit dem Inlet am 8. Dezember 1977 nach dem französischen Komponisten Jean-Philippe Rameau (1683–1764).